# Herrengasse (Wiedeń)
Herrengasse (niem. ulica arystokratów) ulica w 1 dzielnicy Wiednia w Innere Stadt (Śródmieście).

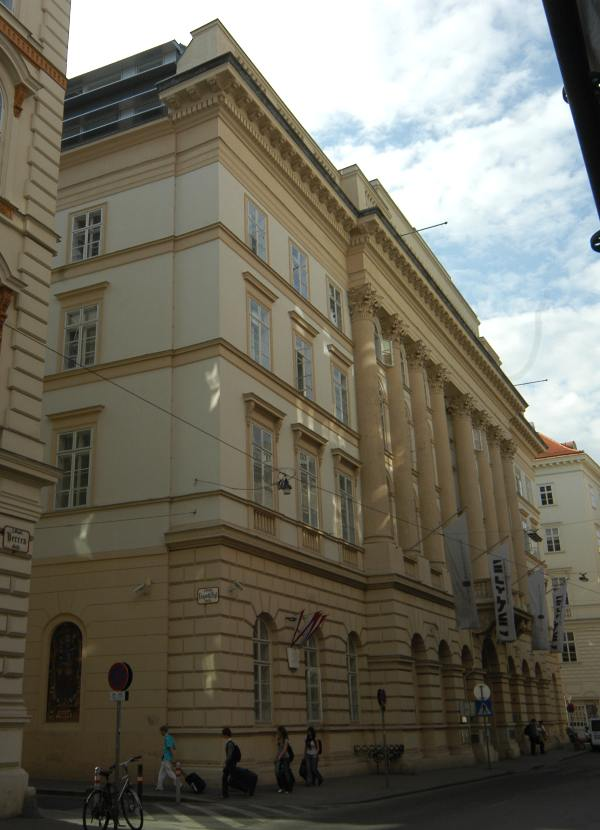
Palais Niederoesterreich Herrengasse 13

## Historia
Ulica Herrengasse istniała już w czasach rzymskich i stanowiła część tzw. Limes System, granic Państwa Rzymskiego. Pierwsza wzmianka historyczna pochodzi z 1216 r. Odcinek pomiędzy Freyung a Lobkowitzplatz znana była w Średniowieczu jako Hochstraße.

## Pałace
W czasach kiedy Wiedeń uzyskiwał status miasta cesarskiego, arystokracja austriacka (w języku niemieckim określana mianem Herren) przenosiła się do miasta, aby być bliżej cesarskiego pałacu w Hofburgu, który był rezydencją władców dynastii Habsburgów.
Kiedy w roku 1513 przedstawiciele warstwy rządzącej Dolnej Austrii ustanowili siedzibę swego rządu w Palais Niederösterreich, ulica została przemianowana na Herrengasse. 
W pewnym czasie historii, na Herrengasse znajdowały się wyłącznie pałace tzw. palais arystokracji austriackiej. W jednym z nich, Palais Liechtenstein, znajdującym się przy Herrengasse 8 znajdowała się słynna sala koncertowa zwana Bösendorfer-Konzertsaal, z roku 1872. Z koncertami występowali tam Franz Liszt, Anton Rubinstein, Josef Hellmesberger Jr. oraz Hans von Bülow. W roku 1913 na miejscu pałacu Liechtenstein postawiono nowoczesny budynek. 
Po upadku Austro-Węgier w 1918 roku oraz po zakończeniu Drugiej Wojny Światowej w 1945 roku, wiele rodów arystokratycznych musiało pozbyć się swoich rezydencji ze względu na wysokie koszty ich utrzymania. Wiele pałaców zostało wtedy wynajętych lub wyprzedanych na cele komercyjne jako biura i muzea, lub wykupionych przez rząd austriacki na siedziby ministerstw. Ulica Herrengasse zachowała jednak swój dawny wygląd. 
Do dzisiaj przy ulicy Herrengasse istnieją:
- Palais Herberstein (wybudowany w 1897, przy Herrengasse 1-3)
- Palais Wilczek (dawny Palais Lembruch, 1737, Herrengasse 5)
- Palais Modena (dzisiaj siedziba Ministerstwa Spraw Wewnętrznych Austrii, 1811, Herrengasse 7)
- Palais Mollard-Clary (1689, Herrengasse 9)
- Palais Niederösterreich (dawniej Niederösterreichisches Landeshaus, 1839–1848, Herrengasse 13)
- Palais Ferstel (dawniej Bank Austriacko-węgierski, 1856–1860, Herrengasse 14, wejście również od Freyung 2)
- Palais Batthyány (również część Palais Orsini-Rosenberg, 1716, Herrengasse 19)
- Palais Trauttmannsdorff (1834–1838, Herrengasse 21)
- Palais Porcia (1546, Herrengasse 23)